# Бри (Арјеж)
Бри (фр. Brie) насеље је и општина у јужној Француској у региону Миди Пирене, у департману Арјеж која припада префектури Памје.
По подацима из 2011. године у општини је живело 187 становника, а густина насељености је износила 26,49 становника/km². Општина се простире на површини од 7,06 km². Налази се на средњој надморској висини од 247 метара (максималној 363 m, а минималној 255 m).

## Демографија
| 1962. | 1968. | 1975. | 1982. | 1990. | 1999. | 2011. |
| ----- | ----- | ----- | ----- | ----- | ----- | ----- |
| 127   | 133   | 92    | 80    | 92    | 150   | 187   |

График промене броја становника у току последњих година